# Kanton La Chapelle-d’Angillon
Der Kanton La Chapelle-d’Angillon war bis 2015 ein französischer Wahlkreis im Département Cher in der Region Centre-Val de Loire. Er umfasste fünf Gemeinden im Arrondissement Vierzon; sein Hauptort (frz.: chef-lieu) war La Chapelle-d’Angillon. Die landesweiten Änderungen in der Zusammensetzung der Kantone brachten im März 2015 seine Auflösung. Vertreter im conseil général des Départements war zuletzt für die Jahre 2004–2015 David Dallois.

## Gemeinden
| Gemeinde               | Einwohner Jahr | Fläche km² | Bevölkerungsdichte | Postleitzahl | Code INSEE |
| ---------------------- | -------------- | ---------- | ------------------ | ------------ | ---------- |
| Ennordres              | 217 (2013)     | –          | – Einw./km²        | 18380        | 18088      |
| Ivoy-le-Pré            | 840 (2013)     | –          | – Einw./km²        | 18380        | 18115      |
| La Chapelle-d’Angillon | 662 (2013)     | –          | – Einw./km²        | 18380        | 18047      |
| Méry-ès-Bois           | 586 (2013)     | –          | – Einw./km²        | 18380        | 18149      |
| Presly                 | 235 (2013)     | –          | – Einw./km²        | 18380        | 18185      |